# Arquebisbat de Đakovo-Osijek

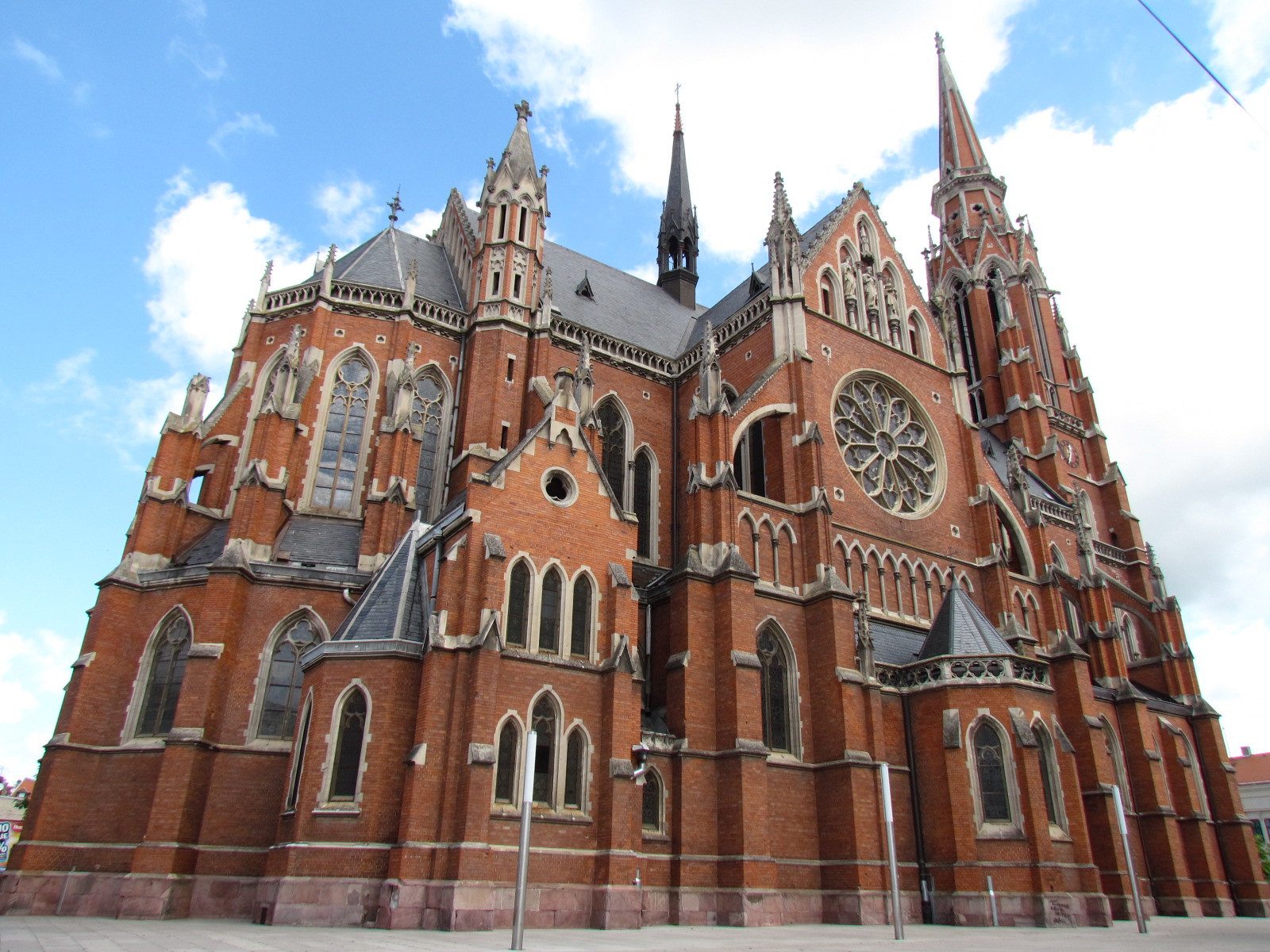
La cocatedral de Sant Pere i Sant Pau d'Osijek

L'arquebisbat de Đakovo-Osijek (croat: Oslo Bispedømme ; llatí: Archidioecesis Diacovensis-Osijekensis) és una seu metropolitana de l'Església catòlica a Croàcia. Al 2016 tenia 139.407 batejats d'un total de 3.976.435 habitants. Actualment està regida pel bisbe Markus Bernt Eidsvig, C.R.S.A.

## Territori
La diòcesi comprèn la regió d'Eslavònia
La seu episcopal és la ciutat de Đakovo, on es troba la catedral de Sant Pere. A la ciutat d'Osijek es troba la cocatedral de Sant Pere i Sant Pau.
El territori s'estén sobre 7.752 km² i està dividit en 153 parròquies.

## Història

### Diòcesi de Bòsnia
La diòcesi de Bòsnia va ser erigida al segle xi, recollint el llegat de la preexistent diòcesi boestoensis o bistuensis el bisbe Andrija el bisbe Andrija va signar les actes del sínode de Salona els anys 530 i 533. El bisbat era probablement Mošunj prop de Trogir, o menys probable, la Zenica actual. L'antiga diòcesi de Bòsnia era probablement sufragània de Split.
Després de la destrucció de Srijem (582) i Salona (614 - 615) en mans dels àvars, les antigues circumscripcions eclesiàstiques foren desbordades i es restauraran al segle VIII, quan aquests territoris estaven sotmesos a la influència de la seu romana.
La diòcesi de Bòsnia apareix en una butlla del papa Climent III, on figura entre les sufragànies de l'arxidiòcesi de Bar. Anteriorment apareixia en llistes de diòcesis (taktike) que es remuntaven als anys 1060-1075. El 1120 va ingressar a la província eclesiàstica de l'arxidiòcesi de Dubrovnik. Va adoptar l'eslau eclesiàstic com a llengua litúrgica.
Durant el segle xiv, el zel missioner dels franciscans va mostrar un augment del nombre de catòlics.
En 1469 el bisbe Benedikt Levey traslladà la seu episcopal de Djakovo a Eslavònia, una regió que després va ser poblada pels arrians i bogomilites, tant és així que el bisbe va haver de proporcionar edificis de defensa. És aquí on va ser enterrat el beat bisbe franciscà Pilà de Saxònia, que havia fundat una escola llatina, que perduraria fins a la conquesta turca de la ciutat (1537).

### Diòcesi de Bòsnia i Srijem a Đakovo
El catolicisme va florir després de l'expulsió dels turcs a la segona meitat del segle xvii. El 1690, el bisbe Nikola Ogramić va prendre possessió de la seva residència a Đakovo i va començar els treballs de reconstrucció i reorganització de la diòcesi. El seu successor Đuro Patačić va construir la catedral (1708-1709) i va començar la construcció del nou palau episcopal, acabat al segle xix .
Les diòcesis de Bòsnia i Srijem es van unir aeque principaliter i en perpetuum el 9 de juliol 1773 amb el breu Universis orbis Ecclesiis del papa Climent XIV. Anton Mandic va inaugurar el seminari diocesà el 1806, mentre que Josip Juraj Strossmayer reconstruïa la catedral.
El 18 de novembre de 1963, en virtut del decret Per apostolicas litteras de la Congregació Consistorial, la diòcesi va assumir el nom de diòcesi de Đakovo o Bòsnia i Srijem.

### Arxidiòcesi de Đakovo-Osijek
El 18 de juny de 2008 es van publicar dues butlles del papa Benet XVI. Amb la Pastorali navitati es va restaurar l'antiga diòcesi de Srijem, separant el territori de Sirmia, part de Vojvodina del de Bòsnia. Amb l'Ad totius dominici, l'anterior diòcesi de Đakovo o Bòsnia va ser elevada al rang d'arxidiòcesi metropolitana amb el nou nom d'Đakovo-Osijek; se li van assignar dos seus sufragànics, Požega i Srijem.

## Cronologia episcopal

### Bisbes de Bòsnia
- Vladislav † (vers 1141)
- Milovan † (vers 1151)
- Radogost † (vers 1171)
- Dragonja † (vers 1202)
- Bratoslav † (vers 1210)
- Vladimir † (vers 1223 - 1233?)
- Giovanni di Wildeshausen, O.P. † (1233 - 1235 renuncià)
- Ponsa (Povša), O.P. † (2 d'abril de 1238 - 1271 ?)
- Roland, O.P. † (1272 - 1280)
- Andrej, O.P. † (1280 - 1287)
- Toma de Szentmgocs † (1287 - 1299)
- Nikola † (1299 - 28 de juliol de 1309 nomenat bisbe de Győr)
- Grgur, O.E.S.A. † (1308 - 1313 renuncià)
- Guichard, O.P. † (14 de març de 1314 - 1317 renuncià)
  - Benedek † (1316 - 1317 nomenat arquebisbe de Dubrovnik) (administrador apostòlic)
- Petar I, O.P. † (1317 - 8 de desembre de 1333 mort)
- Lorenzo Lorandi † (9 de desembre de 1336 - 1347)
- Bongiovanni † (1348 - 28 de gener de 1349 nomenat bisbe de Fermo)
- Beat Pellegrino di Sassonia, O.F.M. † (28 de gener de 1349 - 2 de gener de 1356 mort)
- Péter II † (28 de febrer de 1356 - 23 de gener de 1376 nomenat bisbe de Győr)
- Dominik, O.P. † (23 de gener de 1376 - 1381 mort)
- Đuro (Juraj) † (1383 - 1385 deposat)
- Ivan Lisco † (2 de gener de 1388 - 1408 mort)
- Benedetto de Benedictis † (13 d'agost de 1410 - 1426 mort)
- Dionysius Jackh de Kusaly † (11 d'abril de 1427 - 23 de juliol de 1427 nomenat bisbe d'Oradea)
- Josip de Bezza † (15 de març de 1428 - 1443 mort)
- Rafael Herczog † (18 de març de 1448 - 31 d'agost de 1450 nomenat arquebisbe de Kalocsa)
- Mihael † (17 de març de 1451 - 1452)
- Fülöp Gothali † (27 de novembre de 1452 - 1456 mort)
- Pál de Chomystra † (30 de maig de 1457 - 1463 mort)
- Benedikt Levey † (5 de novembre de 1466 - 1484 mort)
- Matija de Várda † (21 de novembre de 1488 - 1488 mort)
- Stjepan Crispo † (1489 - 26 de febrer de 1490 nomenat bisbe de Srijem)
- Luka Baratin † (10 de gener de 1491 - 4 de novembre de 1493 nomenat bisbe de Csanád)
- Gabril Polgar (Polner, Polver), O.P. † (7 d'abril de 1494 - maig de 1502 nomenat bisbe de Srijem)
- Mihály Kesserith † (30 de maig de 1502 - 1515)
- Donato della Torre † (1515 - ?)
- Juraj de Palina † (1524 - 29 d'agost de 1526 mort)
- Blaž Kovačić, O.F.M. † (1530 - ?)
- Toma Skorojević, O.F.M. † (1540 - 1564)
- Antonio Poli de Matteis, O.F.M. † (26 d'agost de 1573 - 1583 mort)
- Franjo Baličević, O.F.M. † (14 de novembre de 1588 - ?)
- Lajos Ujlaky † (20 de desembre de 1600 - 1604 nomenat bisbe de Veszprém)
- Ferenc Ergely † (30 de juliol de 1607 - 1607)
- János Telegdy † (27 de gener de 1610 - 1613 nomenat bisbe d'Oradea)
  - Támas Balasfy † (vers 1617 - 11 d'octubre de 1621 nomenat bisbe de Vác) (il·legítim)
  - István Sennyey † (11 d'octubre de 1621 - 6 de maig de 1623 nomenat bisbe de Vác) (il·legítim)
  - László Deáky † (6 de maig de 1623 - ?) (il·legítim)
  - Janos Posgay † (5 de setembre de 1628 - 1631) (il·legítim)
- Ivan Tonko Mrnjavić † (10 de novembre de 1631 - 1635 mort)
- Toma Mrnjavić, O.F.M. † (3 d'octubre de 1639 - 1644)
- Marijan Maravić, O.F.M. † (24 de juliol de 1647 - 14 de setembre de 1660 mort)
- Nikola Ogramić, O.F.M. † (1 de setembre de 1670 - 14 d'agost de 1700 mort)
  - Petar Stanko Crnković † (25 de desembre de 1702 - 20 de febrer de 1703 mort) (no confirmat)
- Đuro Patačić † (12 de novembre de 1703 - 1 de març de 1716 mort)
- Petar Bakić † (7 de desembre de 1716 - 5 de juliol de 1749 mort)
- Franjo Thauzy † (1749 - 24 de gener de 1752 nomenat bisbe de Zagreb)
- Josip Antun Čolnić † (20 de març de 1752 - 1773)

### Bisbes de Bòsnia i Sirmio
- Matteo Francesco Kertiza † (20 de desembre de 1773 - 31 de maig de 1805 mort)
- Anton Mandić † (26 d'agost de 1806 - 11 de gener de 1815 mort)
- Emeric Karol Raffay † (22 de juliol de 1816 - 10 de gener de 1830 mort)
- Pál Mátyás Szutsits † (28 de març de 1831 - 13 d'abril de 1834 mort)
- Giuseppe de Kukovich † (20 de setembre de 1834 - 1849 renuncià)
- Josip Juraj Strossmayer † (20 de maig de 1850 - 8 de maig de 1905 mort)
- Ivan Krapac † (24 de maig de 1910 - 17 de juliol de 1916 mort)
- Antun Akšamović † (22 d'abril de 1920 - 28 de març de 1942 renuncià)
- Stjepan Bauerlein † (12 d'octubre de 1959 - 9 d'agost de 1973 mort)
- Ćiril Kos † (6 de febrer de 1974 - 6 de febrer de 1997 jubilat)
- Marin Srakić (6 de febrer de 1997 - 18 de juny de 2008 nomenat arquebisbe de Đakovo-Osijek)

### Arquebisbes de Đakovo-Osijek
- Marin Srakić (18 de juny de 2008 - 18 d'abril de 2013 jubilat)
- Đuro Hranić, des del 18 d'abril de 2013

## Estadístiques
A finals del 2016, la diòcesi tenia 461.000 batejats sobre una població de 540.400 persones, equivalent al 85,3% del total.
| any  | població | població  | població | sacerdots | sacerdots       | sacerdots       | sacerdots             | diaques | religiosos | religiosos | parroquies |
| ---- | -------- | --------- | -------- | --------- | --------------- | --------------- | --------------------- | ------- | ---------- | ---------- | ---------- |
| any  | batejats | total     | %        | total     | clergat secular | clergat regular | batejats por sacerdot | diaques | homes      | dones      |            |
| 1950 | 315.000  | 400.000   | 78,8     | 157       | 128             | 29              | 2.006                 |         | 37         | 513        | 118        |
| 1970 | 500.000  | 1.000.000 | 50,0     | 221       | 180             | 41              | 2.262                 |         | 54         | 739        | 147        |
| 1980 | 500.000  | 1.200.000 | 41,7     | 246       | 199             | 47              | 2.032                 |         | 53         | 549        | 166        |
| 1990 | 514.000  | 1.383.000 | 37,2     | 244       | 198             | 46              | 2.106                 |         | 53         | 488        | 173        |
| 1999 | 500.000  | 1.400.000 | 35,7     | 251       | 209             | 42              | 1.992                 |         | 44         | 375        | 178        |
| 2000 | 468.134  | 1.394.720 | 33,6     | 251       | 207             | 44              | 1.865                 |         | 46         | 389        | 178        |
| 2001 | 441.322  | 1.394.364 | 31,7     | 257       | 211             | 46              | 1.717                 |         | 48         | 387        | 178        |
| 2002 | 477.428  | 1.444.293 | 33,1     | 257       | 209             | 48              | 1.857                 |         | 50         | 387        | 178        |
| 2003 | 468.849  | 1.436.825 | 32,6     | 260       | 212             | 48              | 1.803                 |         | 49         | 373        | 178        |
| 2004 | 447.910  | 1.426.818 | 31,4     | 256       | 208             | 48              | 1.749                 |         | 50         | 365        | 180        |
| 2006 | 460.310  | 1.430.620 | 32,2     | 267       | 220             | 47              | 1.724                 | 1       | 49         | 381        | 180        |
| 2010 | 549.489  | 645.499   | 85,1     | 249       | 200             | 49              | 2.206                 | 2       | 51         | 381        | 152        |
| 2013 | 546.000  | 641.000   | 85,2     | 255       | 203             | 52              | 2.141                 | 1       | 53         | 358        | 153        |
| 2016 | 461.000  | 540.400   | 85,3     | 249       | 197             | 52              | 1.851                 | 1       | 54         | 315        | 153        |